# Club Atlético de Madrid 2011-2012
Questa voce raccoglie le informazioni riguardanti il Club Atlético de Madrid nelle competizioni ufficiali della stagione 2011-2012.

## Stagione
Dopo le consuete amichevoli estive pre-stagionali, la stagione ufficiale dell'Atlético Madrid inizia con l'impegno nel terzo turno preliminare di UEFA Europa League contro i norvegesi dello Strømsgodset, sconfitti sia all'andata per 2-1 che al ritorno per 2-0 grazie ai gol di Reyes e Adrián. 

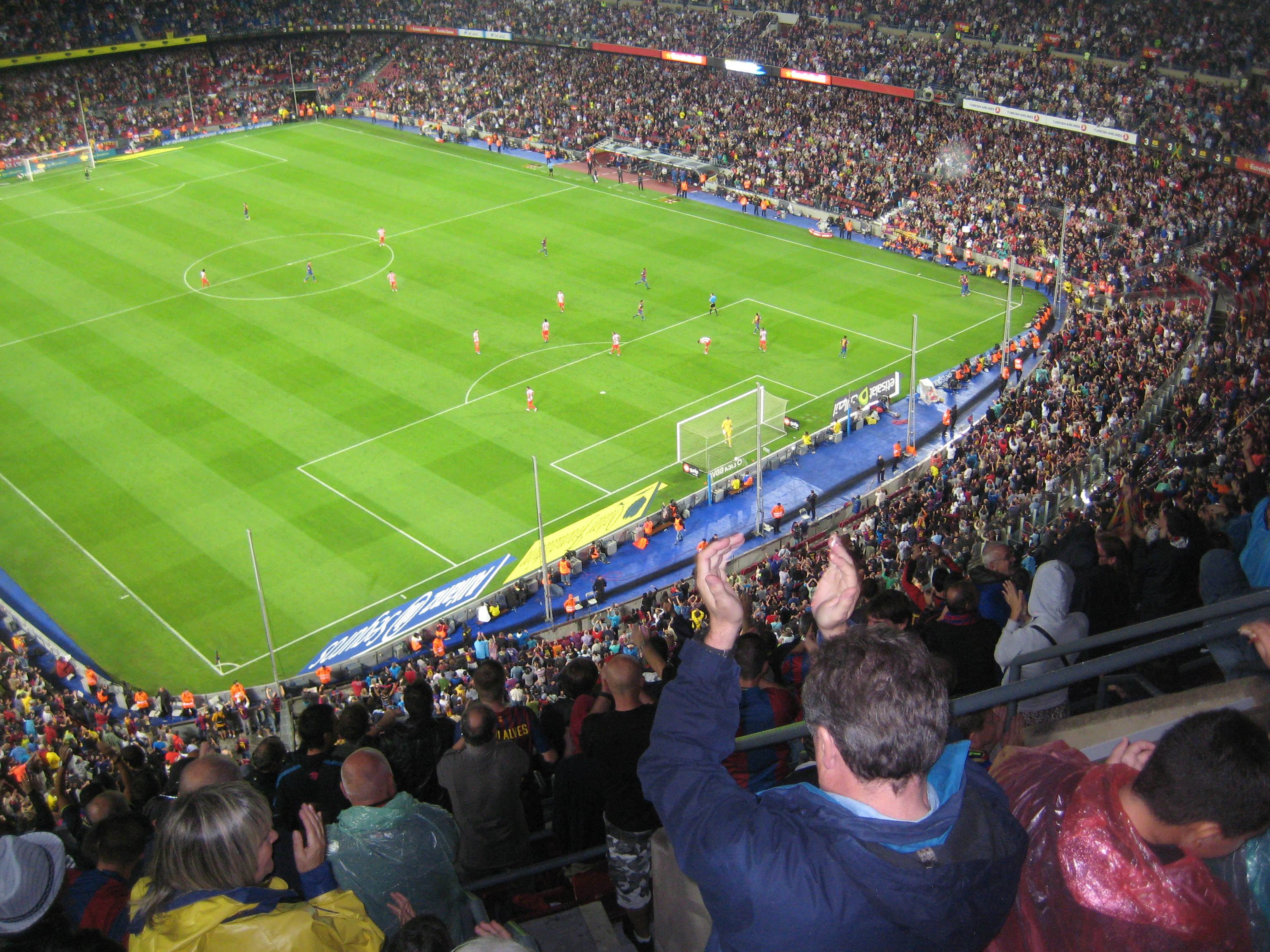
Incontro tra Barcellona e Atletico Madrid

 Il passaggio al turno dei play-off mette a confronto il club spagnolo con i portoghesi del Vitória Guimarães, ma anche in questi due match i Colchoneros non hanno problemi a battere gli avversari in due ampie vittorie senza subire gol per 2-0 e 4-0. Giunti alla fase a gironi, gli uomini di Gregorio Manzano vengono sorteggiati nel gruppo I assieme all'Udinese, al Rennes e al Sion, successivamente escluso dalla competizione e sostituito dal Celtic. Gli spagnoli si qualificano al turno successivo come primi nel loro girone, avendo ottenuto doppia vittoria con gli scozzesi (2-0 in casa e 0-1 in trasferta), un pareggio esterno (1-1) e una vittoria interna (3-1) con i francesi, una sconfitta esterna (2-0) e una vittoria interna (4-0) con gli italiani: riuscendo a sconfiggere la Lazio sia in trasferta (1-3) che in casa (1-0) nei sedicesimi di finale, l'Atletico Madrid riuscirà quindi a passare agli ottavi dove si confronterà con i turchi del Beşiktaş. 

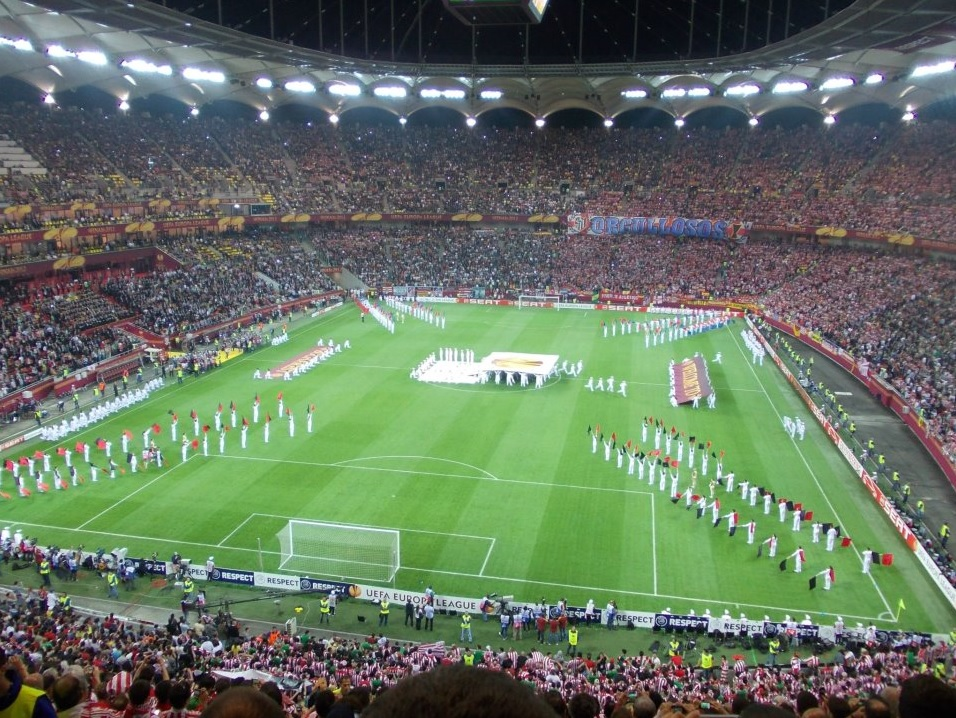
Ingresso in campo delle due finaliste di Europa League

 Il 22 gennaio 2012, l'Atletico Madrid chiude il girone d'andata all'8º posto con un bilancio di 7 vittorie, 5 pareggi, 7 sconfitte, 30 gol fatti e 27 reti subite. In Coppa del Re, l'Atletico Madrid viene subito eliminato all'esordio nei sedicesimi di finale da una squadra di terza divisione, l'Albacete, con una doppia sconfitta (2-1 in trasferta e 0-1 in casa). Al termine del campionato si piazza solo quinto in classifica, ma nonostante il solo quinto posto nella liga, il 9 maggio riesce a vincere per la seconda volta nella storia del club l'Europa League battendo in finale l'Athletic Bilbao per 3 a 0.

## Maglie e sponsor
| Casa | Trasferta |

## Rosa
Rosa, numerazione e ruoli, tratti dal sito ufficiale, sono aggiornati al 31 gennaio 2012.

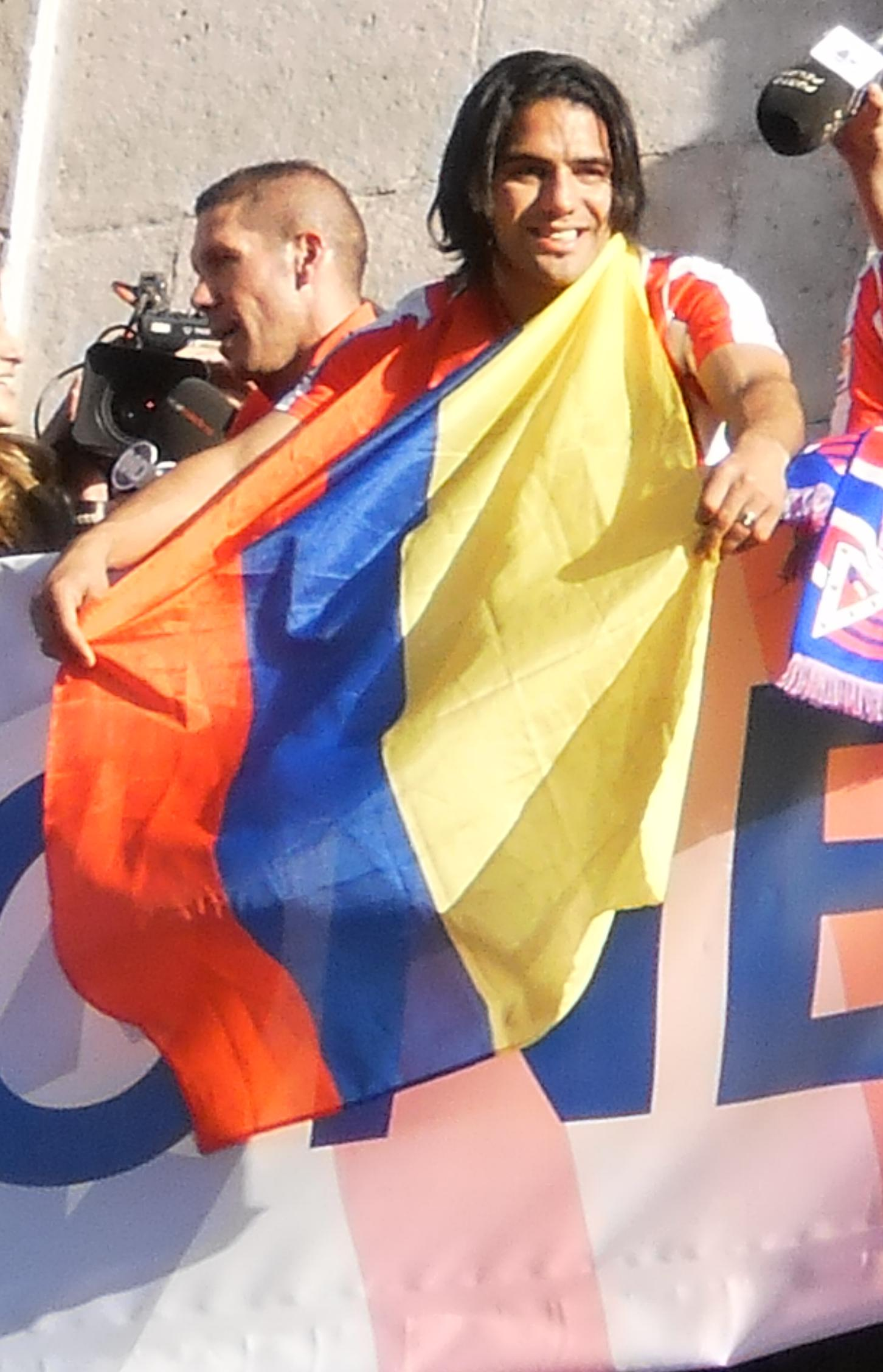
Falcao, capocannoniere della manifestazione, festeggia la vittoria in Europa League

| N. |                       | Ruolo | Calciatore       |
| -- | --------------------- | ----- | ---------------- |
| 2  | Uruguay (bandiera)    | D     | Diego Godín      |
| 3  | Spagna (bandiera)     | D     | Antonio López    |
| 4  | Spagna (bandiera)     | C     | Mario Suárez     |
| 5  | Portogallo (bandiera) | C     | Tiago Mendes     |
| 6  | Brasile (bandiera)    | D     | Filipe Luís      |
| 7  | Spagna (bandiera)     | A     | Adrián López     |
| 8  | Argentina (bandiera)  | C     | Eduardo Salvio   |
| 9  | Colombia (bandiera)   | A     | Radamel Falcao   |
| 11 | Turchia (bandiera)    | C     | Arda Turan       |
| 12 | Brasile (bandiera)    | C     | Paulo Assunção   |
| 13 | Belgio (bandiera)     | P     | Thibaut Courtois |

| N. |                       | Ruolo | Calciatore       |
| -- | --------------------- | ----- | ---------------- |
| 14 | Spagna (bandiera)     | C     | Gabi Fernández   |
| 15 | Portogallo (bandiera) | A     | Pizzi            |
| 16 | Spagna (bandiera)     | C     | Fran Mérida      |
| 17 | Portogallo (bandiera) | D     | Sílvio           |
| 18 | Spagna (bandiera)     | D     | Álvaro Domínguez |
| 19 | Spagna (bandiera)     | C     | Koke             |
| 20 | Spagna (bandiera)     | A     | Juanfran         |
| 21 | Colombia (bandiera)   | D     | Luis Perea       |
| 22 | Brasile (bandiera)    | C     | Diego            |
| 23 | Brasile (bandiera)    | D     | João Miranda     |
| 25 | Spagna (bandiera)     | P     | Sergio Asenjo    |

## Calciomercato

### Sessione estiva(dall'1/7 al 31/8)
| Acquisti | Acquisti         | Acquisti            | Acquisti      |
| R.       | Nome             | da                  | Modalità      |
| -------- | ---------------- | ------------------- | ------------- |
| P        | Thibaut Courtois | Chelsea             | prestito      |
| P        | Sergio Asenjo    | Malaga              | fine prestito |
| D        | Leandro Cabrera  | Recreativo Huelva   | fine prestito |
| D        | Miranda          | San Paolo           | svincolato    |
| D        | Sílvio           | Braga               | definitivo    |
| C        | Rúben Micael     | Porto               | definitivo    |
| C        | Gabi             | Real Saragozza      | definitivo    |
| C        | Júlio Alves      | Rio Ave             | definitivo    |
| C        | Tiago Mendes     | Juventus            | svincolato    |
| C        | Rubén Pérez      | Deportivo La Coruña | fine prestito |
| A        | Germán Pacheco   | Gimnasia (LP)       | fine prestito |
| A        | Ibrahima Baldé   | Numancia            | fine prestito |
| A        | Keko             | Girona              | fine prestito |
| A        | Jorge Molino     | Real Murcia         | fine prestito |
| A        | Eduardo Salvio   | Benfica             | fine prestito |
| A        | Diego            | Wolfsburg           | prestito      |
| A        | Pizzi            | Braga               | prestito      |
| A        | Adrián López     | Deportivo La Coruña | svincolato    |
| A        | Arda Turan       | Galatasaray         | definitivo    |
| A        | Falcao Garcia    | Porto               | definitivo    |

| Cessioni | Cessioni          | Cessioni         | Cessioni      |
| R.       | Nome              | a                | Modalità      |
| -------- | ----------------- | ---------------- | ------------- |
| P        | David de Gea      | Manchester Utd   | definitivo    |
| D        | Tomáš Ujfaluši    | Galatasaray      | definitivo    |
| D        | Juan Valera Espín | Getafe           | svincolato    |
| D        | Leandro Cabrera   | Numancia         | prestito      |
| C        | Rúben Micael      | Real Saragozza   | prestito      |
| C        | Rubén Pérez       | Getafe           | prestito      |
| C        | Fran Mérida       | Braga            | prestito      |
| C        | Raúl García       | Osasuna          | prestito      |
| C        | Tiago Mendes      | Juventus         | fine prestito |
| C        | Júlio Alves       | Beşiktaş         | definitivo    |
| C        | Elias             | Sporting Lisbona | definitivo    |
| A        | Germán Pacheco    | Karpaty          | definitivo    |
| A        | Ibrahima Baldé    | Osasuna          | definitivo    |
| A        | Sergio Agüero     | Manchester City  | definitivo    |
| A        | Diego Forlán      | Inter            | definitivo    |
| A        | Keko              | Catania          | svincolato    |
| A        | Borja González    | Real Murcia      | prestito      |

### Sessione invernale(dal 3/1 al 31/1)
| Acquisti | Acquisti    | Acquisti | Acquisti      |
| R.       | Nome        | da       | Modalità      |
| -------- | ----------- | -------- | ------------- |
| C        | Fran Mérida | Braga    | fine prestito |

| Cessioni | Cessioni           | Cessioni       | Cessioni   |
| R.       | Nome               | a              | Modalità   |
| -------- | ------------------ | -------------- | ---------- |
| P        | Joel               | Rayo Vallecano | prestito   |
| D        | Jorge Pulido       | Rayo Vallecano | prestito   |
| A        | Diego Costa        | Rayo Vallecano | prestito   |
| A        | José Antonio Reyes | Siviglia       | definitivo |

## Risultati

### Campionato

#### Girone di andata
| Madrid 28 agosto 2011, ore 12:00 CET 2ª giornata | Atlético Madrid | 0 – 0 referto | Osasuna | Estadio Vicente Calderón (48.112 spett.)\| Arbitro: \| Ayza Gámez \| |
| Arbitro:                                         | Ayza Gámez      |               |         |                                                                      |

| Arbitro: | González González |

|             |           |  |
| Soldado 52’ | Marcatori |  |

| Arbitro: | Iglesias Villanueva |

|                                             |           |  |
| Falcao Garcia 23’ 36’ (rig.) 55’ Adrián 78’ | Marcatori |  |

| Arbitro: | Iturralde Gonzalez |

|                                                     |           |  |
| Lora 28’ (aut.) Domínguez 68’ Falcao Garcia 72’ 81’ | Marcatori |  |

| Arbitro: | Delgado Ferreiro |

|                                                 |           |  |
| Villa 9’ Miranda 15’ (aut.) Messi 26’ 78’ 90+1’ | Marcatori |  |

| Madrid 2 ottobre 2011, ore 18:00 CET 7ª giornata | Atlético Madrid  | 0 – 0 referto | Siviglia | Estadio Vicente Calderón (40.000 spett.)\| Arbitro: \| Undiano Mallenco \| |
| Arbitro:                                         | Undiano Mallenco |               |          |                                                                            |

| Granada 15 ottobre 2011, ore 22:00 CET 8ª giornata | Granada          | 0 – 0 referto | Atlético Madrid | Nuevo Los Cármenes (21.000 spett.)\| Arbitro: \| Turienzo Álvarez \| |
| Arbitro:                                           | Turienzo Álvarez |               |                 |                                                                      |

| Arbitro: | Fernandez Borbalan |

|                          |           |                 |
| Falcao Garcia 42’ (rig.) | Marcatori | 1’ (rig.) Hemed |

| Arbitro: | Teixeira Vitienes |

|                              |           |  |
| Llorente 67’ 70’ Toquero 74’ | Marcatori |  |

| Arbitro: | Estrada Fernández |

|                              |           |             |
| Adrián 19’ 75’ Domínguez 31’ | Marcatori | 79’ Postiga |

### Coppa del Re
| Arbitro: | Teixeira Vitienes |

|                     |           |            |
| Calle 30’ Zurdo 61’ | Marcatori | 70’ Adrián |

| Arbitro: | Álvarez Izquierdo |

|  |           |                 |
|  | Marcatori | 1’ Víctor Curto |

### UEFA Europa League

#### Preliminari
| Arbitro: | Makkelie |

|               |           |              |
| Reyes 54’ 74’ | Marcatori | 80’ Storflor |

| Arbitro: | Courtney |

|  |           |                                      |
|  | Marcatori | 13’ Adrián López Álvarez 90+3’ Reyes |

| Arbitro: | Turpin |

|               |           |  |
| Elias 68’ 73’ | Marcatori |  |

| Arbitro: | Marriner |

|  |           |                                                |
|  | Marcatori | 2’ (rig.) Gabi 18’ 60’ Adrián López 81’ Salvio |

#### Fase a Gironi
| Arbitro: | Rasmussen |

|                            |           |  |
| Falcao Garcia 3’ Diego 68’ | Marcatori |  |

| Arbitro: | Göçek |

|             |           |              |
| Montaño 56’ | Marcatori | 87’ Juanfran |

| Arbitro: | Yefet |

|                                |           |  |
| Benatia 88’ Floro Flores 90+4’ | Marcatori |  |

| Arbitro: | Vad |

|                                                 |           |  |
| Adrián López 7’ 12’ Diego 37’ Falcao Garcia 67’ | Marcatori |  |

| Arbitro: | Braamhaar |

|  |           |                |
|  | Marcatori | 31’ Arda Turan |

| Arbitro: | Jakobsson |

|                                                              |           |              |
| Falcao Garcia 38’ (rig.) Álvaro Domínguez 43’ Arda Turan 79’ | Marcatori | 86’ Mandjeck |

#### Fase a eliminazione diretta
| Arbitro: | Kralovec |

|           |           |                                        |
| Klose 19’ | Marcatori | 25’ Adrián López 37’ 63’ Falcao Garcia |

| Arbitro: | Atkinson |

|           |           |  |
| Godín 48’ | Marcatori |  |

| Arbitro: | Eriksson |

|                                     |           |           |
| Eduardo Salvio 27’ Adrián López 37’ | Marcatori | 53’ Simão |

| Arbitro: | Tagliavento |

|  |           |                                                       |
|  | Marcatori | 26’ Adrián López 83’ Falcao Garcia 93’ Eduardo Salvio |

| Arbitro: | Lannoy |

|                                     |           |                |
| Falcao Garcia 9’ Eduardo Salvio 37’ | Marcatori | 38’ Mame Diouf |

| Arbitro: | Clattenburg |

|                |           |                                    |
| Mame Diouf 81’ | Marcatori | 63’ Adrián López 87’ Falcao Garcia |

| Arbitro: | Thomson |

|                                                     |           |                                 |
| Falcao Garcia 79’ João Miranda 49’ Adrián López 54’ | Marcatori | 45+2’ Jonas 90+4’ Ricardo Costa |

| Arbitro: | Skomina |

|  |           |                  |
|  | Marcatori | 60’ Adrián López |

| Arbitro: | Stark |

|                                 |           |  |
| Falcao Garcia 7’, 34’ Diego 85’ | Marcatori |  |